# Рихобот
Рихобот (на английски: Rehoboth, изговаря се най-близко до Рихоубът ) е град в централна Намибия. През него минава главен път В1. Намира се на 90 км южно от столицата Виндхук. Рихобот е разположен на високо плато характеризиращо се с ниско ниво на валежите. В района има няколко естествени термални извора. Население 21 378 души.

## Администрация
Административно Рихобот е класифициран като градче със свой собствен съвет от седем избираеми места.
Обществените органи включват градска болница, начално и средно училище и районен съд с местен съдия.
Рихобот е разделен на седем квартала, наречени блокове. Най-старата част на града обхваща блокове А, В и С като в блок В са изградени повечето обществени сглади и магазини. Блок D е квартала на най-богатите хора в града. Блок Е е мястото на най-бедните жители на града, които са били потискани още по времето на апартейда. Блокове F и G са най-новите квартали. Болшинството от населението на града е съставено от бастери.
Язовир Оаноб се намира на около шест километра от градчето и е източник на прясна вода за него.

## История
От древни времена територията на град Рихобот е населена от племето нама. Те наричат това място !Anis, което значи мъгла, която се образува от парите на топлите извори в ранните утрини.
Мисионерът Хайнрих Клайншмит дава на мястото името Рихобот. През 1845 г. той основава мисия насред земите на нама. В резултат на война през 1864 г. нама напускат тези земи.
През 1870 г. бастерите принудени да мигрират от Капската колония получават правото да се заселят в Рихобот. За няколко години те тясно се свързват с града като впоследствие започват да наричат себе си Рихоботци. Населението започва бързо да се увеличава от 333 през 1870 г., 800 през 1874 г. до 1500 души през 1885 г. Нарастващото население от бастери заселва и околните райони.

## Побратимени градове
- Виндхук, Намибия от 14 март 2003 г.